# Classificações de editores académicos
Classificações de editores académicos
Há uma série de abordagens de classificação publicação académica grupos e publishers. Os rankings baseiam-se em impressões subjectivas da comunidade académica, em análises de vencedores de prémios de associações científicas, disciplina, reputação de uma editora, e o seu factor de impacto (particularmente nas ciências).

## Desafios do Ranking
As publicações são frequentemente julgadas por local, em vez de mérito. Isto foi criticado no Leiden Manifesto e a Declaração de São Francisco sobre Avaliação da Investigação. De acordo com o manifesto, "Os indicadores científicos e tecnológicos são propensos à ambiguidade conceptual e incerteza e requerem fortes pressupostos que não são universalmente aceites. O significado da citação conta, por exemplo, há muito que é debatido. Assim, as melhores práticas utilizam múltiplos indicadores para fornecer um quadro mais robusto e pluralista"
Num estudo que avaliou um leque cada vez mais diversificado de editoras e os seus serviços à comunidade académica, Janice S. Lewis concluiu que os bibliotecários universitários e universitários classificavam as editoras universitárias em níveis mais elevados e as editoras comerciais em níveis inferiores aos dos membros da American Political Science Association.
Segundo Colin Steele, um bibliotecário da Australian National Library em Canberra, "As listas de editores por título também não têm em conta que algumas editoras universitárias são fortes em certas disciplinas, mas não em todo o espectro" Os rankings podem variar muito por disciplina.

## Rankings de Ciência Política Americana
A Associação Americana de Ciência Política (APSA) classificou os editores académicos, tendo em consideração tanto a publicação de livros como de revistas .
Em 2007, os seus editores de primeira linha (A+) foram:
1. Imprensa da Universidade de Cambridge
2. Imprensa da Universidade de Chicago
3. Columbia University Press
4. Imprensa da Universidade de Harvard
5. MIT Press]
6. Clarendon (Reino Unido/EUA)
7. Imprensa Universitária de Princeton
8. Imprensa da Universidade de Stanford
9. Imprensa da Universidade da Califórnia
10. Imprensa da Universidade de Yale

Em 2007, os seus editores de segunda categoria (A) foram:
1. Alfred A Knopf
2. Allen & Unwin
3. Imprensa da Universidade de Cornell
4. Duke University Press
5. Edward Elgar
6. Elsevier Science Ltd
7. IPA, Varsóvia
8. Imprensa da Universidade Johns Hopkins
9. Kluwer
10. Imprensa da Universidade de Manchester
11. Imprensa da Universidade de Melbourne
12. New York University Press
13. Palgrave MacMillan (Reino Unido e Austrália, St Martins' Press nos EUA)
14. Politico's
15. Polity Press
16. Routledge (Taylor e Francis)
17. Publicações Sage
18. Editoras científicas
19. Univ da Pennsylvania Press
20. Imprensa da Universidade de Michigan
21. Imprensa da Universidade de Minnesota
22. University of New South Wales Press
23. Imprensa da Universidade de Toronto
24. OMS/EDM, Genebra
25. Wiley-Blackwell
26. AP, Londres
27. Livros Básicos, Nova Iorque
28. Blackwell, Oxford
29. Clarendon Press, Gloucestershire, Reino Unido
30. CRC, Gante, Bélgica
31. CRC, Nova Iorque
32. Harper & Row, Nova Iorque
33. John Wiley & Sons, West Sussex, Reino Unido
34. Imprensa Pergamon, Oxford/Amsterdão
35. Prentice Hall, Eaglewood Cliffs (NJ), EUA
36. Random House, Nova Iorque
37. Springer, Londres/Berlim

## SENSE Rankings
A Escola de Investigação em Ciências Sócio-Económicas e Naturais do Ambiente (Escola de Investigação SENSE) classifica anualmente os editores científicos desde 2006.
O SENSE trabalha em conjunto com a Royal Netherlands Academy of Arts and Sciences (KNAW), em conformidade com o protocolo de avaliação padrão para as universidades holandesas. A escola desenvolveu a sua classificação em conjunto com os critérios de desempenho para o seu pessoal. classificação das revistas A, B, e C e editoras A, B, C, D, e E.
Os editores A são classificados no esquema de classificação, os "poucos editores internacionais de topo"; os editores B são "bons editores internacionais"; os editores C são "editores internacionais decentes e editores nacionais excelentes"; D-publishers are "professional publications published by major international organisations and good national publishers", and E-publishers are "publications mainly published for a non-academic general public public public public public public public publicates by national organisations and small local publishers". O Ranking SENSE foi reconhecido na literatura bibliométrica e as tentativas de outras universidades de classificar as editoras.
A última classificação do SENSE, tal como as suas classificações anteriores, baseia-se na avaliação subjectiva de uma editora por cientistas holandeses e internacionais proeminentes. Uma tabela Excel está disponível no website da escola.
Em 2017, os seus editores científicos de primeira linha (A) eram (por ordem alfabética):
1. Imprensa académica (Elsevier)
2. Imprensa da Universidade de Cambridge
3. Imprensa da Universidade de Oxford
4. Routledge
5. Publicações Sage
6. Imprensa da Universidade de Chicago
7. Wiley

Os seus editores científicos de segunda ordem (B) eram (por ordem alfabética):
1. Ashgate
2. Brill
3. CABI
4. Edward Elgar
5. Elsevier
6. Nomos
7. Verlag de Springer
8. Taylor e Francis

## Ranking do Conselho Nacional de Investigação Espanhol
Em 2012 e 2014, o Conselho Nacional de Investigação espanhol pediu a 11.864 académicos espanhóis que nomeassem as 10 editoras académicas mais prestigiadas de mais de 600 editoras internacionais e 500 editoras de língua espanhola. Recebeu 2.731 respostas, uma taxa de resposta de 23,05 por cento. Os resultados foram compilados utilizando uma média ponderada. Os resultados foram:
1. Imprensa da Universidade de Cambridge
2. Imprensa da Universidade de Oxford
3. Springer Nature
4. Routledge
5. Elsevier
6. Peter Lang
7. Thomson Reuters
8. Blackwell
9. De Gruyter
10. McGraw Hill[15]

## Granada Rankings
Para avaliar quantitativamente a produção de uma editora, um grupo de investigação associado à Universidade de Granada criou uma metodologia baseada na Thomson-Reuters. Índice de Citação de Livros. O peso quantitativo das editoras baseia-se em dados de saída, impacto (citações) e perfil da editora. De acordo com o estudo de Granada, as 10 empresas líderes foram:
1. Springer
2. Palgrave Macmillan
3. Routledge
4. Imprensa da Universidade de Cambridge
5. Elsevier
6. Nova Science Publishers
7. Edward Elgar
8. Information Age Publishing]
9. Imprensa da Universidade de Princeton
10. Imprensa da Universidade da Califórnia

## Ranking de libcitação
O Research Impact Measurement Service (RIMS) da University of New South Wales apresentou uma metodologia quantitativa de comparação bibliométrica de editoras de livros. Num artigo Journal of the American Society for Information Science and Technology, Howard D. White et al. escreveu: "As medidas bibliométricas para avaliar unidades de investigação nas ciências humanas e sociais orientadas para os livros estão subdesenvolvidas em relação às disponíveis para a ciência e tecnologia orientadas para os periódicos". A RIMS propôs aquilo a que chamaram uma "contagem de libcitação", contando as bibliotecas que possuem um determinado livro como relatado num catálogo sindical nacional (ou internacional)]. Na literatura de acompanhamento, a comparação das unidades de investigação ou mesmo a produção das empresas editoriais tornou-se o alvo da investigação. White et al. escreveu,
Contas de biblioteca reflectem os julgamentos dos bibliotecários sobre a utilidade das publicações para os seus vários públicos de leitores. A medida Libcitation assemelha-se assim a uma medida de impacto da citação ao discriminar valores de publicações num terreno definido. Recompensa os autores cujos livros (ou outras publicações) são vistos pelos bibliotecários como tendo um apelo relativamente amplo. O apelo absoluto de um livro pode ser determinado simplesmente contando quantas bibliotecas o possuem, mas também pode ser medido em relação a outros livros na sua classe temática.
Libcitations, segundo a RIMS, reflectem o que os bibliotecários sabem sobre o prestígio das editoras, as opiniões dos revisores e a reputação dos autores.

## Outros estudos
Num estudo posterior, cientista político austríaco Arno Tausch utilizou seis indicadores principais para 57 empresas com dados do SENSE e dos estudos de Granada. O estudo, que se baseou no índice Thomson Reuters Book Citation Index, também utilizou a relação Biblioteca de Harvard de livros verificados para o stock total disponível no catálogo; o alcance de 2015 de uma empresa nas culturas científicas globais típicas (Japão, Suécia e Índia); a presença da produção de uma editora em organizações internacionais como a Comissão Europeia em Bruxelas (o catálogo ECLAS) e o Banco Mundial, e referências à empresa em jornais como o New York Times. Um estudo da Tausch de 2011 analisou o alcance da biblioteca de uma empresa na OCLC. WorldCat.